# Eduard Rüppell

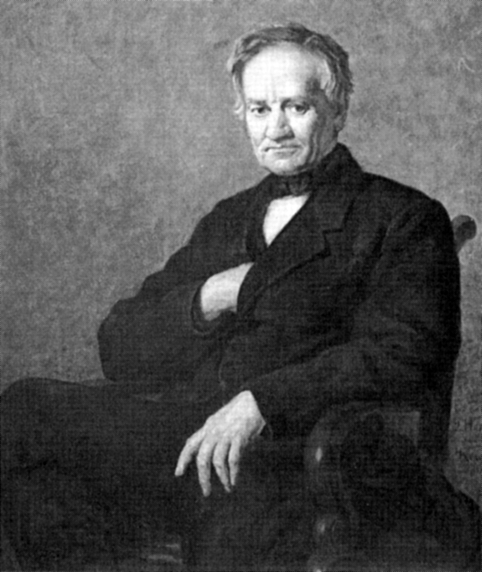
Eduard Rüppell.

Wilhelm Peter Eduard Simon Rüppell, född 20 november 1794 i Frankfurt am Main, död där 10 december 1884, var en tysk forskningsresande och naturforskare.
Rüppell företog 1817 utan speciellt vetenskapligt ändamål en resa i Egypten och på Sinaihalvön, utövade därefter några år astronomiska och naturvetenskapliga studier vid italienska universitet för att förbereda sig för en större forskningsresa i nordöstra Afrika. Han vandrade 1822-1827 genom Nubien, sultanatet Sannar, provinsen Kurdufan och till Aqabaviken, vilka trakter var den tiden till större delen okända, samt gjorde 1830-1833 en forskningsresa i Abessinien, där han vistades flera månader i Gonder. Han överlämnade sina rika samlingar av naturföremål till Johann Christian Senckenbergs museum i Frankfurt och en samling mynt och egyptiska fornlämningar samt värdefulla etiopiska handskrifter till stadsbiblioteket i samma stad. Han beskrev sina resor i monografier i tidskrifter.